# Laminacauda aluminensis
Laminacauda aluminensis là một loài nhện trong họ Linyphiidae. Loài này được phát hiện ở Argentina.